# Caldey Island
Caldey Island (walisisch: Ynys Bŷr) ist eine Insel vor der Südküste von Wales. Die Wikinger nannten die Insel Keld-ey, was Quelleninsel bedeutet. Sie liegt südlich von Tenby, am Westrand der Carmarthen Bay in Pembrokeshire und ist etwa 3,7 km vom Festland entfernt. Auf der 2,4 km langen und 1,6 km breiten Insel gibt es nur ein kleines Dorf, das durch sein Kloster bekannt ist.

## Geschichte
Um 525 n. Chr. wurde auf der Insel von keltischen Mönchen unter St. Illtud ein Kloster errichtet. Hier lebte auch St. Samson, der von Llanilltud Fawr kam. Von 1136 bis zur Vertreibung im Jahre 1536 existierte ein Stift der Benediktiner. Seit 1906 befindet sich ein Kloster der Trappisten (Zisterzienser der strengen Observanz) auf der Insel.

## Sehenswürdigkeiten
Auf der Insel gibt es
- eine normannische Kapelle aus dem 12. Jahrhundert,

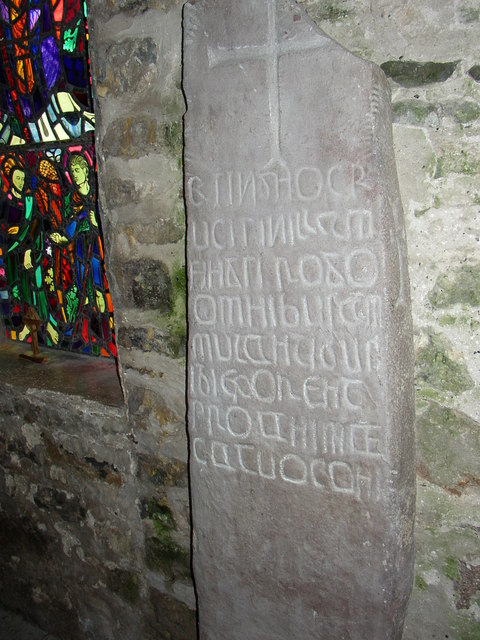
Oghamstein von Caldey Island

- der Oghamstein CIIC 427 ᚛ᚋᚐᚌᚂᚔᚇᚒᚁᚐᚏ[--]ᚊᚔ᚜ aus dem 6. Jahrhundert. Er ist von großem Interesse für die Archäologen, da er aus den Dunklen Jahrhunderten stammt.  Der „Caldey Stein“ trägt ein eingeschnittenes Kreuz und sowohl eine Ogham als auch eine lateinische Inschrift. Der Ogamtext scheint zu sagen, dass „Magl Dubr“ oder „Prince Dyfrig“, bei dem es sich vermutlich um St. Dyfrig, den Bischof von Glywysing in Gwent, handelt, im 6. Jahrhundert Spenden für die Insel besorgte. Die lateinische Inschrift kann späteren Datums sein. Sie lautet: „Und ich habe diesen Stein mit dem Zeichen des Kreuzes versehen. Ich bitte alle, die zu dieser Stelle kommen für die Seele Cadwgan's zu beten“. Ein Cadwgan ap Bleddyn (1051–1111) war Fürst von Powys in Ost-Wales.
- den 1829 fertiggestellte Leuchtturm (Caldey Lighthouse).
- im Südwesten ein Hügelgrab.
- die Trappistenabtei Caldey Abbey
- die an den Stränden gelegenen Höhlen Nanna’s Cave, Potter’s Cave und Ogof-yr-Ychen („Ochsenhöhle“).

## Tourismus
Boote fahren von Tenby aus während der Sommermonate täglich zur Insel. Am meisten verdient die Insel an den Touristen. Das Kloster bietet die Möglichkeit, sich etwas Ruhe zu gönnen.
Nach dem Vorbild des Lundy Island brachte die klösterliche Gemeinschaft der Insel im Jahr 1973 bis in die 1980er Jahre eigene Briefmarken in der Währung DAB heraus, die das übliche Beförderungsentgeld nicht ersetzen.
DAB ist nach einem an den Stränden vorkommenden kleinen Plattfisch benannt.
Der Fisch war in früheren Zeiten das Grundnahrungsmittel der Insulaner.
Die Einnahmen wurden für die Instandhaltung der klösterlichen Bauwerke auf der Insel verwendet.
Auch nach den 1980er Jahren sind andere Briefmarkenmotive weiterhin als Souvenir zu kaufen (Stand: 2011).
Die Marken haben den Wert 2 DABS und kosteten 0,10 Pfund Sterling (Stand 1996) um einen finanziellen Beitrag zum Transport zum Festland und das inseleigene Postamt zu leisten.